# Simeó II
|  | Per a altres significats, vegeu «Simeó II de Bulgària». |

Simeó II de Jerusalem (grec antic: Συμεών, llatí: Symeon o Simeon Hyerosolymitanus) va ser patriarca de Jerusalem possiblement de l'any 1084 fins al 1106). Alguns autors l'anomenen Simó, però en general el nom més utilitzat pels autors llatins que parlen de les croades, es Simeó.
Va ser successor d'Eutimi I l'any 1085 o potser el 86 segons Anton Michel o el 1089 segons Venance Grumel. L'any 1094 va tenir diverses converses amb Pere l'Ermità, que peregrinava a Terra Santa, sobre el deplorable estat dels cristians de l'Orient i aquestes converses van excitar el zel de Pere i van ser un dels motius per organitzar les Croades. El 1098 els croats van arribar a Antioquia i Simeó, per temor als governants musulmans de Palestina, va fugir a Xipre, des d'on va ajudar els dirigents de les croades, enviant-los carregaments de fruites, vi, aus i tot allò que podia. Va morir en el moment de la conquesta de Jerusalem i la seva vacant els croats la van cobrir amb un bisbe llatí, mentre els nadius n'elegien un de grec, cosa que va originar conflictes continuats entre les dues esglésies.
És l'autor d'un tractat anomenat De Azymis adversus Latinos. Lleó Al·laci transcriu uns fragments d'aquesta obra d'on es dedueix que Simeó no va ser hostil als llatins. Michel Le Quien posa en dubte aquesta afirmació, perquè en aquell moment la diplomàcia li hauria pogut fer escriure un text lliure de greuges.